# کوپی تیام

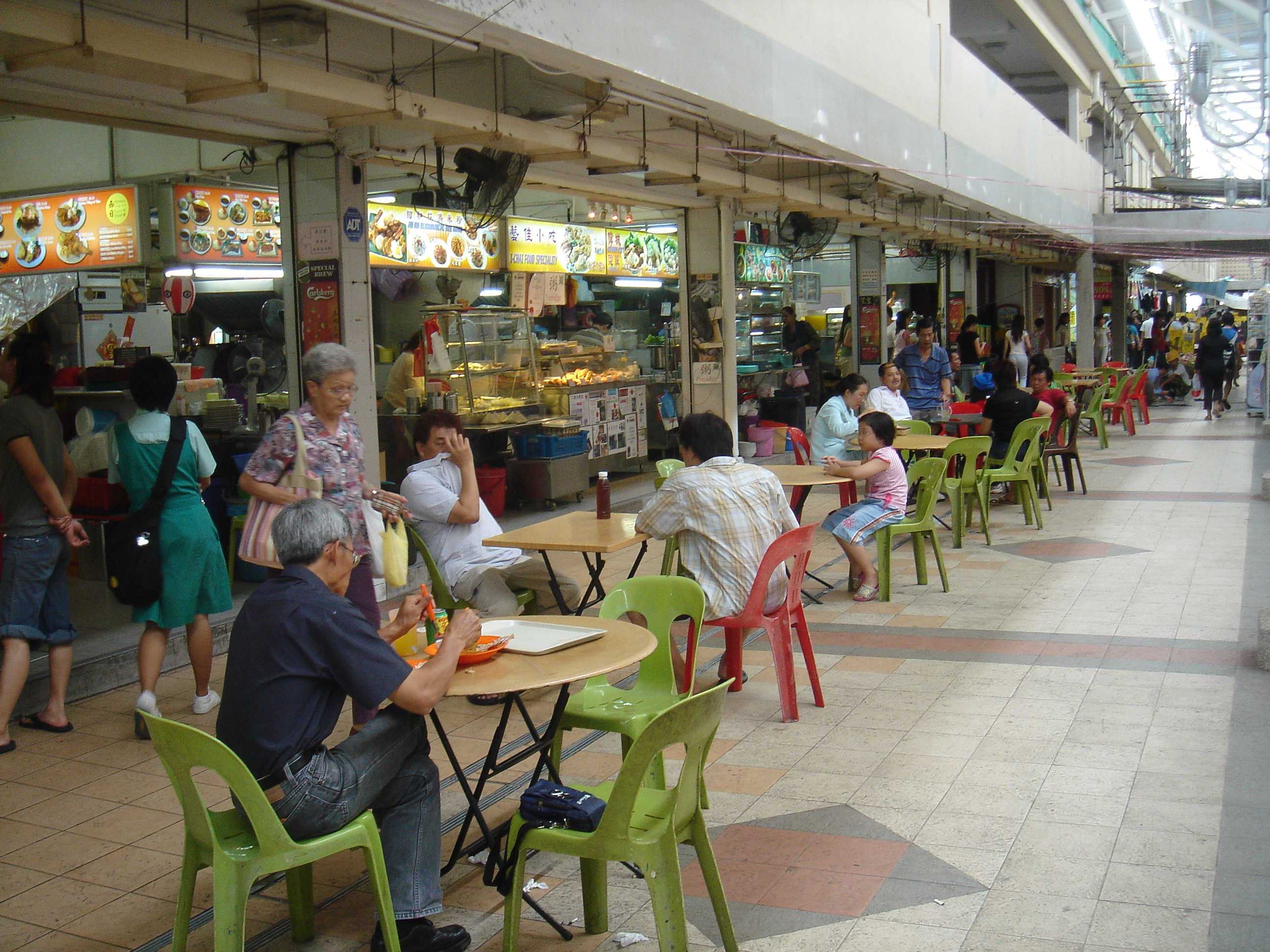
یک کوپی تیام معمولی در فضای باز در سنگاپور

کوپیتیم یا کوپی تیام نوعی کافی‌شاپ است که بیشتر در بخش‌هایی از اندونزی، مالزی، سنگاپور، برونئی و جنوب تایلند یافت می‌شود که برای وعده‌های غذایی و نوشیدنی‌ها دارای مشتری است و به‌طور سنتی توسط جوامع چینی این کشورها اداره می‌شود. کلمه کوپی یک اصطلاح اندونزیایی و مالایی برای قهوه است و تیام اصطلاح مین جنوبی/هاکا برای فروشگاه است (店). منوهای سنتی کوپی تیام معمولاً دارای پیشنهادهای ساده هستند: انواع غذاهای مبتنی بر تخم مرغ، نان تست، کایا، به علاوه قهوه، چای، هورلیکس و مایلو. کوپی تیام‌های مدرن معمولاً دارای غرفه‌های متعدد مواد غذایی هستند که طیف وسیع‌تری از غذاها را ارائه می‌دهند.